# علي أباد بير شمس الدين (جلغة)
علي أباد بیر شمس الدین (بالفارسية: علی‌آباد پیرشمس‌الدین) هي قرية تقع في إيران في قسم جلغة الريفي. يقدر عدد سكانها بـ 98 نسمة .